# Terran Petteway
Terran Petteway (ur. 8 października 1992 w Galveston) – amerykański koszykarz, występujący na pozycjach rzucającego obrońcy oraz skrzydłowego, obecnie zawodnik Pistoia Basket 2000.
24 lipca 2015 podpisał umowę z zespołem Atlanty Hawks. 29 lipca 2017 został zawodnikiem francuskiego JSF Nanterre.
22 lutego 2018 zawarł kontrakt z greckim PAOKiem Saloniki.
28 lipca 2019 po raz kolejny w karierze został zawodnikiem włoskiego Pistoia Basket 2000.

## Osiągnięcia
Stan na 28 lipca 2019, na podstawie, o ile nie zaznaczono inaczej.
NCAA
- Uczestnik turnieju NCAA (2014)
- Laureat nagrody Lifter of the Year (2013)
- Zaliczony do:
  - I składu All-Big Ten (2014)
  - III składu All-Big Ten (2015)
  - All-American Honorable Mention (2015 przez Associated Press)
  - Tom Osborne Citizenship Team (2015)
- Lider strzelców konferencji Big Ten (2014)

Drużynowe
- Zdobywca superpucharu Francji (2017)

Indywidualne
- MVP superpucharu Francji (2017)